# جولي فليتشير
جولي فليتشير (بالإنجليزية: Julie Fletcher)‏ (28 سبتمبر 1974 بإنجلترا في المملكة المتحدة - ) هي لاعبة كرة قدم بريطانية في مركز الدفاع. شاركت مع منتخب إنجلترا لكرة القدم للسيدات. أما مع النوادي، فقد لعبت مع نادي أرسنال للسيدات وCharlton Athletic W.F.C. ‏ وMillwall Lionesses L.F.C. ‏.

## وصلات خارجية
- جولي فليتشير على موقع الاتحاد الدولي (مؤرشف)  (الإنجليزية)
- جولي فليتشير على موقع قاعدة بيانات كرة القدم.إي يو (الإنجليزية)
- جولي فليتشير على موقع Soccerway.com (الإنجليزية)
- جولي فليتشير على موقع عالم كرة القدم.نت (الإنجليزية)